# André Darrigade
André Darrigade (Narrosse, 24 april 1929) is een Frans oud-wielrenner. Hij won tijdens zijn carrière 22 etappes in de Tour de France. Daarnaast werd hij wereldkampioen in 1959 en won hij in 1956 de Ronde van Lombardije. Darrigade woonde enige tijd in Dax, dat in 2006 als etappeplaats fungeerde om Darrigade te eren.
Hij had in het peloton een aantal bijnamen:
- Dédé, verwijzend naar zijn voornaam.
- Le Basque bondissant (de vliegende Bask), vanwege zijn snelle eindsprint.
- l'homme avec les cent maillots (de man met de honderd truien), omdat hij in de Tour vaak dan weer de gele trui droeg, en dan weer de groene trui.

Zijn zes jaar jongere broer Roger reed ook enkele jaren rond in het profpeloton.

## Belangrijkste overwinningen
1951
- Bordeaux-Saintes

1952
- 1e etappe Parijs - Saint-Étienne

1953
- 12e etappe Ronde van Frankrijk

1954
- GP La Marseillaise

1955
- Frans kampioen op de weg, Elite
- 6e etappe Ronde van Frankrijk

1956
- 1e etappe Ronde van Frankrijk
- Ronde van Lombardije
- Trofeo Baracchi (met Rolf Graf)

1957
- 1e etappe Ronde van Frankrijk
- 3e etappe deel A Ronde van Frankrijk (Ploegentijdrit)
- 21e etappe Ronde van Frankrijk
- 22e etappe Ronde van Frankrijk
- 3e etappe deel A Ronde van Romandië

1958
- 1e etappe Ronde van Frankrijk
- 9e etappe Ronde van Frankrijk
- 15e etappe Ronde van Frankrijk
- 17e etappe Ronde van Frankrijk
- 22e etappe Ronde van Frankrijk
- Parijs-Valenciennes
- 1e etappe Vierdaagse van Duinkerken

1959
- Eindklassement Internationaal Wegcriterium
- 1e etappe Ronde van Frankrijk
- 11e etappe Ronde van Frankrijk
- Puntenklassement Ronde van Frankrijk
- Wereldkampioen op de weg, profs

1960
- 5e etappe Ronde van Frankrijk
- 2e etappe Ronde van Romandië
- 4e etappe Ronde van Romandië
- 15e etappe Ronde van Italië
- 6e etappe deel A Parijs-Nice
- Manx Premier Trophy

1961
- 1e etappe deel A Ronde van Frankrijk
- 2e etappe Ronde van Frankrijk
- 13e etappe Ronde van Frankrijk
- 20e etappe Ronde van Frankrijk
- Puntenklassement Ronde van Frankrijk
- 1e etappe Dauphiné Libéré
- 2e etappe Parijs-Nice

1962
- 2e etappe deel A Ronde van Frankrijk
- 3e etappe deel B Dauphiné Libéré

1963
- 12e etappe Ronde van Frankrijk
- 6e etappe deel B Parijs-Nice

1964
- 2e etappe Ronde van Frankrijk
- 18e etappe Ronde van Frankrijk
- 8e etappe B Dauphiné Libéré
- 9e etappe B Dauphiné Libéré
- 5e etappe Parijs-Nice
- Nice-Genua

## Resultaten in voornaamste wedstrijden
| Jaar | Ronde van Italië | Ronde van Frankrijk | Ronde van Spanje |
| ---- | ---------------- | ------------------- | ---------------- |
| 1952 |                  |                     |                  |
| 1953 |                  | 37e (1)             |                  |
| 1954 |                  | 49e                 |                  |
| 1955 |                  | 49e (1)             |                  |
| 1956 |                  | 16e (2)             |                  |
| 1957 |                  | 27e (4)             |                  |
| 1958 |                  | 21e (5)             |                  |
| 1959 | 42e              | 16e (2)             |                  |
| 1960 | 64e (1)          | 16e (1)             |                  |
| 1961 |                  | 32e (4)             |                  |
| 1962 |                  | 21e (1)             |                  |
| 1963 |                  | opgave (1)          |                  |
| 1964 |                  | 66e (2)             |                  |
| 1965 |                  | 93e                 |                  |
| 1966 |                  | 62e                 |                  |

| Jaar | Milaan-San Remo | Gent-Wevelgem | Ronde van Vlaanderen | Parijs-Roubaix | Luik-Bast.‑Luik | Ronde van Lombardije | Parijs-Brussel |  | WK op de weg |  | Wereldranglijsten |
| ---- | --------------- | ------------- | -------------------- | -------------- | --------------- | -------------------- | -------------- |  | ------------ |  | ----------------- |
| 1952 |                 |               |                      | 28e            |                 |                      |                |  |              |  |                   |
| 1953 |                 |               |                      |                |                 |                      |                |  | 17e          |  |                   |
| 1954 |                 |               |                      |                |                 |                      |                |  |              |  |                   |
| 1955 |                 |               |                      | 50e            |                 |                      | 23e            |  |              |  |                   |
| 1956 | 13e             |               |                      |                |                 | ↑                    | 53e            |  | 13e          |  |                   |
| 1957 | 59e             |               | 21e                  | 4e             |                 | 6e                   |                |  | ↑            |  | 22e (CDC)         |
| 1958 | Brons           |               |                      | 41e            |                 | 20e                  | 11e            |  | ↑            |  | 19e (CDC)         |
| 1959 | 25e             | 48e           |                      | 58e            |                 | 6e                   |                |  | ↑            |  | 9e (SPP)          |
| 1960 |                 |               |                      | 46e            |                 | 44e                  | Zilver         |  | ↑            |  | 7e (SPP)          |
| 1961 | 8e              | 12e           |                      | 51e            |                 |                      |                |  |              |  |                   |
| 1962 |                 |               | 25e                  | 16e            | 5e              |                      | 50e            |  | 16e          |  |                   |
| 1963 | 45e             |               | 16e                  | 18e            | 22e             |                      | 9e             |  | 4e           |  |                   |
| 1964 | 50e             |               |                      | 40e            |                 |                      | 27e            |  |              |  |                   |
| 1965 |                 |               |                      | 41e            |                 |                      | 51e            |  |              |  |                   |
| 1966 | 40e             |               |                      |                |                 |                      |                |  |              |  |                   |